# Eucalyptus decolor
Eucalyptus decolor là một loài thực vật có hoa trong Họ Đào kim nương. Loài này được A.R.Bean & Brooker mô tả khoa học đầu tiên năm 1989.